# Таймшер
Таймшер — форма володіння власністю у вигляді апартаментів в рамках комплексу апартготеля[недоступне посилання] або право на безстрокове ексклюзивне використання апартаментів на основі розподілу часу на термін кратний тижню в кожному календарному році. Унікальною і привабливою частиною програми є обмін таймшерів через незалежну обмінну компанію.
Тиждень відпочинку — мінімальний за тривалістю проміжок часу проживання в апартаментах комплексу апартготеля, який можна придбати в безстрокове володіння в рамках програми таймшера. Не існує обмежень за кількістю тижнів таймшера, які може придбати та володіти один покупець.

## Суперечлива репутація
На жаль майже завжди власники таймшеру (як в Україні, так і в розвинених країнах) усвідомлюють себе обманутими та намагаються позбутися таймшеру. Проте цей процес ускладнений складностями в взаємодії законодавств різних країн, обсягом та заплутаністю підписаних договорів.

## Офіційна термінологія і визначення, прийняті у сфері таймшера
Апартотелі — туристичні комплекси з розвиненою інфраструктурою (рісепшин, бар, ресторан, басейн, спортзал, майданчики для ігор і т. д.), на відміну від готелів — складаються з апартаментів замість традиційних готельних номерів.
Апартаменти — в Західній Європі — квартира в приватному багатоквартирному житловому або туристичному комплексі. Розрізняють різні типи апартаментів — за розмірами та кількістю спалень. У туризмі характеристиками апартаментів являются максимальна місткість і комфортність, які вказані зазвичай в дужках через дріб. (Приклад: 1-Bed (4\2) — апартаменти з однією спальнею і максимальною місткістю 4 людини, а комфортністю 2 людини). Від готельного номера апартаменти відрізняються наявністю кухні (мінімальної або повної).
Плаваюче володіння — покупець, придбавши таймшер, визначається лише з конкретним розміром і типом апартаментів, кількістю придбаних тижнів відпочинку і сезоном. В рамках свого сезону власник таймшера може замовляти проживання в обумовленому розмірі апартаментів у різні дати. (Приклад: В якийсь рік ви їдете в червні, а наступний рік у вересні або знову в червні.) Необхідно тільки повідомити заздалегідь в клуб і замовити собі апартаменти на конкретні дати згідно з днем заїзду. Ніяких доплат за зміну дат планованої поїздки не існує, як і не існує обмежень в рамках сезону. Ідеально підходить людям, відпустки яких завжди в різний час або за ковзаючим графіком.
Власник таймшера — фізична або юридична особа, яка придбала або отримала іншим способом таймшер. Розрізняють «Основного Власника» і «Співвласника», де «Основний Власник» — це людина, вказана першою у членських документах (документах володіння таймшером), в тому числі на сертифікаті таймшера. Одночасно володіти таймшером можуть не більше 4 людей. «Основний Власник» і «Співвласник» абсолютно рівні в правах. Проте на сертифікаті вказана адреса лише «Основного Власника» і на цю адресу висилається членська кореспонденція.
Мультиклуб — об'єднання курортів, у яких зазвичай один Засновник. Клуби можуть знаходитись в одному або в різних регіонах і навіть в різних країнах. Існують мультиклуби, які об'єднують лише три курорти, а є — більше ніж двісті. Тип володіння в мультиклубі завжди плаваючий. Член клубу має право вибирати в рамках свого сезону, розміру і типу апартаментів, не тільки різний час для відпочинку, але і місце відпочинку. (Приклад: Один рік поїхати відпочивати в липні на Коста-дель-Соль, а в наступному році на Новий Рік на Тенерифе, а третій рік — в Англію в травні тощо) Вибір місця відпочинку не потребує доплат і іноді називається «безкоштовним внутрішнім обміном». Вважається перевагою те, що економляться гроші на обміні. Членство в мультиклубі не виключає можливості ОБМІНУ через незалежну обмінну компанію. Проте таке привабливе членство не підходить тим, хто хотів би мати гарантоване місце і час відпочинку.
Сертифікат — документ, який підтверджує права власника таймшера, свідоцтво про власність. В документі описана власність власника: назва клубу, розмір апартаментів, кількість і номери тижнів, дата реєстрації членства і випуску сертифіката, його номер, а також дані власника, включаючи його адресу і співвласників. Для таймшерів у вигляді балів в сертифікаті вказано скільки балів знаходиться у власності власника. Зворотна сторона сертифікату є актом передачі членських прав і заповнюється тільки в тому випадку, якщо власник має намір переступити свої права (продати, подарувати тощо) іншій особі або особам. Зберігайте членський сертифікат в надійному місці.
Засновник курорту — організація, юридична особа, рідше приватна особа, яка є первинним забудовником курорту, власником землі і споруд, складових комплексу відпочинку. Забудовник комплексу таймшера, перш ніж підписати договір з обмінною компанією і ввести свій комплекс у їхню систему обміну зобов'язаний виконати ряд юридичних дій, направлених на забезпечення подальшої юридичної захищеності членів клубу (власників таймшера); як те: зареєструвати Статут Клубу, передати всі засновницькі документи, включаючи акти на землю і будівлі, незалежному поручителю і таке інше. Засновник для продажу таймшерів наймає незалежну маркетингову компанію або іноді створює власну, але обов'язково фінансово і юридично незалежну від самого клубу.
Поручитель — у більшості Європейських країн обов'язкова незалежна юридична структура, покликана дотримувати законність і узгодженість в клубі, захищаючи при цьому інтереси, як засновників, так і власників таймшера. В обов'язки поручителя входить: Обтяження і довірче зберігання всіх засновницьких документів курорту; Створення і контроль над дотриманням Статуту клубу; Створення і ведення реєстру членів клубу (власників таймшера); Присвоєння і закріплення за ними власності у вигляді тижнів і балів; Випуск документів, підтверджуючих володіння таймшером (членських сертифікатів); Переоформлення членства з однієї на іншу особу при перепродажу, даруванню, спадкоємстві й т. ін.; Ведення спеціальних нотаріальних рахунків клубу (ескроу), куди може перерахувати грошові кошти покупець таймшера, якщо він не довіряє платити ні маркетинговій компанії, ні засновникові.
Компанія, що управляє — наймана організація, в обов'язки якої входить щоденне управління курортом, обслуговування апартаментів і всієї інфраструктури комплексу. Спочатку вибирає і наймає компанію, що управляє, засновник курорту. Згодом продовжити договір на управління клубом або надати його іншій компанії, що управляє може комітет клубу, заручившись більшістю голосів рядових членів клубу на щорічних загальних зборах. Компанія, що управляє, наймає і звільняє службовців курорту, складає і розподіляє бюджет вмісту комплексу, здійснює бронювання проживання в клубах з плаваючим володінням або системи балів, розсилає рахунки за членські внески, стежить за своєчасною їх оплатою.
Маркетингова компанія — юридична особа, уповноважена засновником продавати належні йому таймшери й для цього проводити будь-якого роду маркетингові заходи. Найчастіше маркетингові компанії для здійснення продажів таймшерів проводять індивідуальні або колективні презентації, під час яких протягом кількох годин роз'яснюються особливості, принципи роботи та переваги таймшера і пропонують зробити покупку за спеціальними презентаційними пропозиціями. У відповідальність маркетингової компанії перед покупцем таймшера входить достовірна інформація про предмет і умови покупки, своєчасний переказ грошових коштів покупця на рахунок поручителя чи засновника за вирахуванням своїх комісійних, а також забезпечення покупця оригіналами членських документів, які підтверджують факт придбання згідно з діючим законодавством (в тому числі видачу членського сертифіката), а також карт обмінної компанії. Після видачі всіх вищеперерахованих документів обов'язки маркетингової компанії перед покупцем вважаються виконаними. Проте у зв'язку з російською специфікою багато маркетингових компаній надають додатково супутні послуги, які власник таймшера може отримувати й самостійно (як, наприклад: бронювання проживання, авіа перельоту, оформлення віз і страховок). Розрізняють маркетингові компанії, які працюють за договором із засновником на території курорту, і ті, які працюють за межами, в тому числі в інших країнах.
Агентства з перепродажів таймшерів — незалежна юридична особа, що ставить собі за мету отримання прибутку з операцій купівлі продажу між рядовими членами клубів (власниками таймшерів). По суті, діяльність ідентична агентствам з продажу нерухомості. З однією відмінністю в тому, що не організовує перегляди апартаментів для покупця. Це пов'язано з тим, що зазвичай потенційний покупець уже бував і відпочивав на конкретному курорті або володіє там тижнем чи балами. Агентства з перепродажів не проводять презентацій і не володіють технологіями первинних продажів, а працюють виключно з покупцями, яким добре відома система таймшера. Прийнявши заявку від потенційного продавця і погодивши з ним умови продажу, вносять цю пропозицію до свого списку і прагнуть до залучення потенційних покупців через засоби масової інформації (газети, журнали, інтернет, телебачення). Сучасною тенденцією є створення Таймшер-Інтернет-Магазинів і участь в туристичних телеканалах. Агентство з перепродажу може надавати послуги з перереєстрації членських документів (сертифікатів) у відповідних інстанціях або просто представляти продавця покупцеві.
Обмінна компанія — організація, що здійснює обмін тижнів таймшера між членами клубу. Вона забезпечує власникам можливість обміняти свій таймшер на інший — на інший час, місце або і те і інше одночасно. Обмінна компанія гарантує однаковий рівень курортів, що входять в єдиний каталог курортів. Практично всі курорти входять в одну або іншу з цих двох організацій. Проте є обмінні компанії, які допускають обмін між власниками будь-яких таймшерів.